# Anastazja Jarosławówna

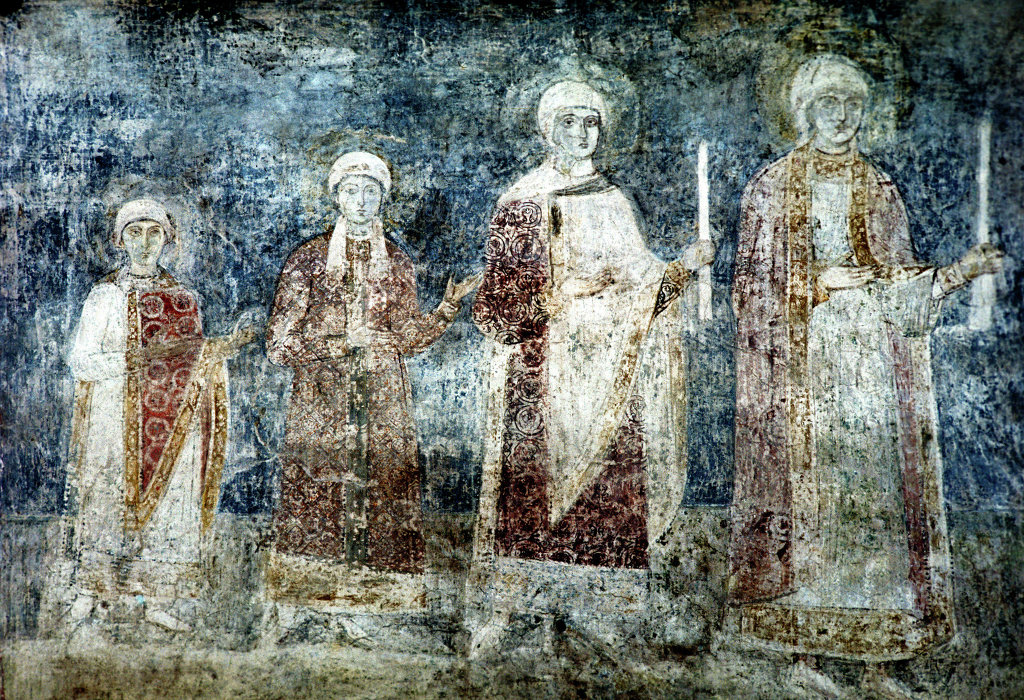
Portret córek Jarosława Mądrego. Anastazja druga od lewej.

Anastazja Jarosławówna (ukraiński: Анастасія Ярославна; ok. 1023 - 1074/1096) - księżniczka ruska z dynastii Rurykowiczów, królowa Węgier. 

## Życiorys
Córka wielkiego księcia kijowskiego - Jarosława Mądrego i szwedzkiej królewny - Ingegardy, a tym samym siostrą m.in. francuskiej królowej Anny Jarosławówny i norweskiej królowej Elżbiety Jarosławówny. Około 1038 roku poślubiła księcia Andrzeja Węgierskiego, który osiadł w Kijowie po tym jak jego ojciec Vazul wziął udział w nieudanym zamachu na króla Węgier Stefana I. Ok. 1040 roku Anastazja urodziła córkę - Adelajdę. W 1046r. jej mąż wrócił na Węgry i wstąpił na tron po pokonaniu króla Piotra Orseolo. Anastazja podążyła za mężem do królestwa, gdzie to prawdopodobnie ona namówiła go, aby w Tihany urządził ławrę dla pustelników przybyłych na Węgry z Rusi Kijowskiej. 
Para królewska nie miała syna aż do 1053 roku, kiedy królowa Anastazja urodziła Salomona. Jednak narodziny i późniejsza koronacja Salomona spowodowały ostry konflikt między królem Andrzejem I a jego młodszym bratem, księciem Belą, który wcześniej był następny w kolejce do tronu. Kiedy w 1060 roku książę Bela powstał w otwartym buncie przeciwko królowi Andrzejowi, król wysłał swoją żonę i dzieci na dwór margrabiego Austrii, Adalberta I. Król Andrzej został pokonany i wkrótce potem zmarł, a jego brat został koronowany na króla 6 grudnia 1060. 
Anastazja zwróciła się o pomoc do króla Niemiec Henryka IV Salickiego, którego siostra Judyta została zaręczona z Salomonem w 1058 r. Zanim wojska niemieckie zdążyły wkroczyć jednak na Węgry, by udzielić pomocy Salomonowi, król Bela I zmarł (11 września 1063 r.), a jego synowie Gejza, Władysław i Lambert uciekli do Polski. 
Dziesięcioletni Salomon został koronowany 27 września 1063 r. Z okazji koronacji syna, Anastazja podarowała księciu Bawarii i dowódcy wojsk niemieckich Ottonowi II rzekomy miecz Attyli. W latach 1060–1073 król Salomon rządził swoim królestwem we współpracy z kuzynami, książętami Gejzą, Władysławem i Lambertem, którzy powrócili na Węgry i zaakceptowali jego władzę. Jednak w 1074 zbuntowali się przeciwko niemu i 14 marca 1074 r. pokonali go. Król Salomon uciekł na zachodnie granice Węgier, gdzie zdołał utrzymać swoje panowanie tylko nad hrabstwami Moson i Pozsony. 
Anastazja podążyła za Salomonem, jednak ich relacje zaczęły się pogarszać. Przeprowadziła się więc do opactwa Admont w Styrii, gdzie mieszkała jako zakonnica aż do śmierci. Została pochowana w opactwie.  
Matka Salomona, Dawida, Eufemii i Adelajdy.

## Drzewo Genealogiczne
| 4. Włodzimierz I Wielki |  |                       |  |  |                           |
|                         |  | 2. Jarosław I Mądry   |  |  |                           |
| 5. Rogneda              |  |                       |  |  |                           |
|                         |  |                       |  |  | 1. Anastazja Jarosławówna |
| 6. Olof Skötkonung      |  |                       |  |  |                           |
|                         |  | 3. Ingegerda Szwedzka |  |  |                           |
| 7. Astryda Obodrycka    |  |                       |  |  |                           |
|                         |  |                       |  |  |                           |